# Gottfried Prehauser

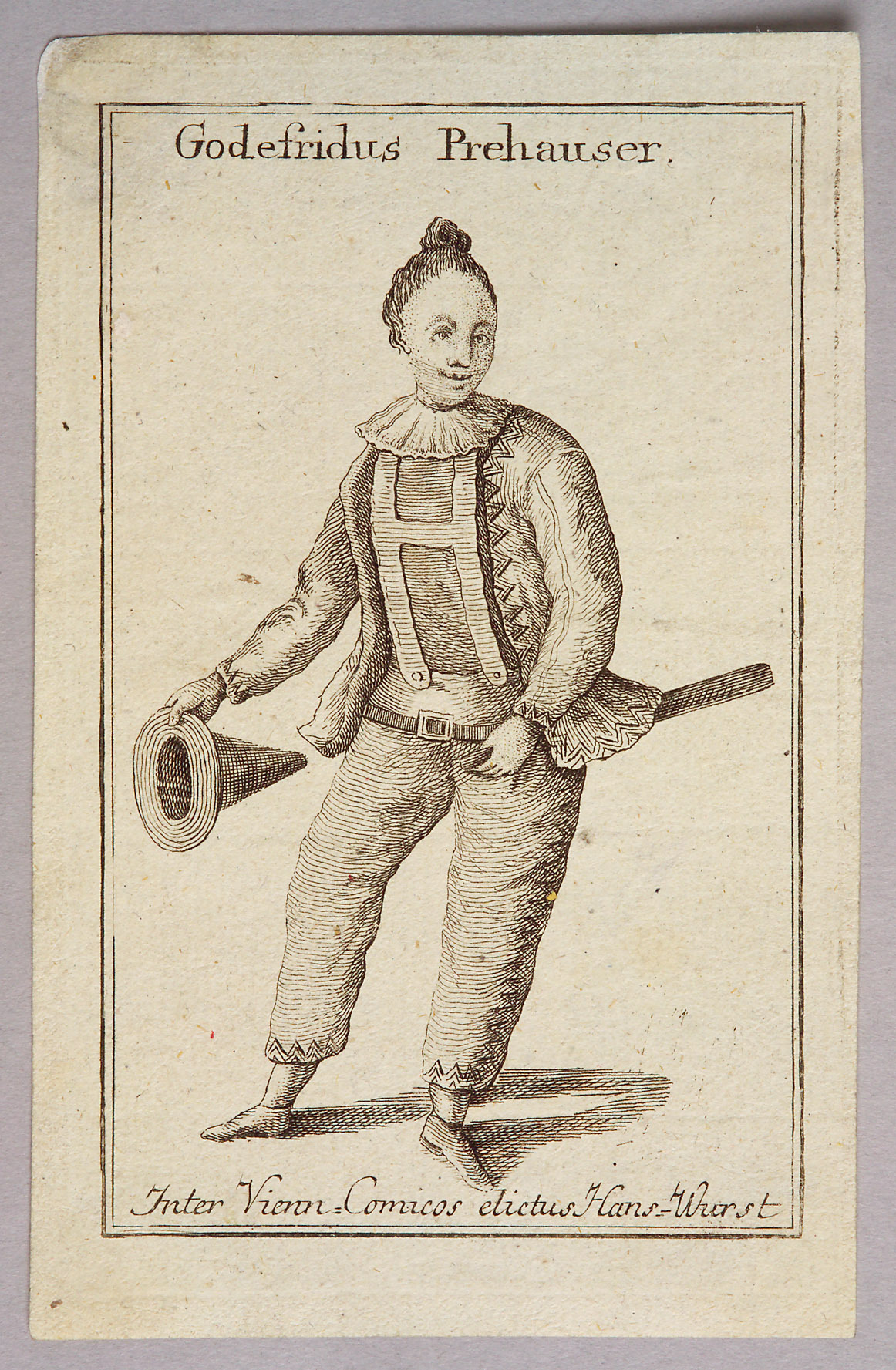
Gottfried Prehauser als Hanswurst

Gottfried Prehauser (* 8. November 1699 in Wien; † 30. Jänner 1769 ebenda) war ein österreichischer Schauspieler und Schriftsteller.

## Leben
Gottfried Prehauser war der Sohn eines gräflichen Hausmeisters und ist schon früh als Feldpage nach Ungarn gekommen. Mit 17 Jahren war er bei einer Wandertruppe und trat zunächst in Wiener Vorstädten auf, wo er Liebhaber und Prinzen spielte. Nach Auftritten beim Wiener Marionettentheater war Prehauser als fahrender Komödiant in Süddeutschland und Österreich unterwegs.
Um 1720 konnte ihn sein Direktor Hilverding dazu überreden, in Salzburg den Hanswurst zu geben. Dort wurde er dann als Salzburgischer Hanswurst bekannt und fiel auch Josef Anton Stranitzky auf.
Prehauser zog zunächst mit der Truppe durch Böhmen, Mähren und Deutschland, bis er 1725 nach Wien kam.  Am Kärntnertortheater in Wien, wo er von Stranitzky als sein Nachfolger vorgestellt wurde, wurde er der Neue Wienerische Hanswurst. Nach dem Tod von Stranitzky übernahm er die Führung der Teutschen Comödianten.
Prehauser war ein hervorragender Interpret von Stegreif-, aber auch von „regulären“ Stücken (u. a. von Gotthold Ephraim Lessing), er schrieb Lokalstücke und -possen des Alt-Wiener Volkstheaters und satirisch-humoristische „Neujahrswünsche“.
1912 wurde die Prehausergasse in Wien-Hietzing nach ihm benannt.

## Hörspielfassungen desHanswurst
- 1926: Hanswurst, der traurige Küchelbäcker – Produktion: Funk-Stunde Berlin; Bearbeitung: Max Bauer; Regie: Alfred Braun

Sprecher:
- - Karl Ebert
  - Hermann Vallentin
  - Leonore Ehn
  - Lore Braun
  - Grete Wiedecke
  - Peter Großmann

- 1927: Hans-Wurst. Der traurige Küchelbäcker und sein Freund in der Not – Produktion: Nordische Rundfunk AG; Bearbeitung: Max Bauer; Regie: Hermann Beyer

Sprecher:
- - Karl Pündter:	Gutherz, ein reicher Mann
  - Eugen Moebius:	Taddäus, sein Vetter
  - Edith Scholz:	Leni, seine Wirtschafterin
  - Maria Lorenz:	Gretle, seine schwäbische Magd
  - Hans Freundt:	Hanswurst, ein armer Kuchenbäcker